# Abhimanyu Puranik
Abhimanyu Puranik (Marathi अभिमन्यु पुराणिक; * 11. Februar 2000 in Pune) ist ein indischer Schachspieler. Seit 2017 trägt er den Titel Großmeister im Schach.

## Karriere
Puranik begann das Schachspiel bereits im Alter von 5 Jahren und erhielt bereits früh Unterricht durch den Internationalen Meister Chandrashekhar Gokhale. Bei der World School Chess Championship 2007 in Griechenland gewann er alle neun Partien und gewann so die U7-Sektion der Meisterschaft. Nach seiner Bronzemedaille bei der U10-Jugendweltmeisterschaft 2010 erhielt er den Titel Candidate Master zugesprochen.
Die erste Norm für den Titel als Internationaler Meister erreichte Puranik schon im Januar 2012 beim Prague Open. Nachdem er 2015 weitere Normen bei Turnieren in Kolkata und Mumbai erzielte, verlieh die FIDE ihm den Titel schließlich im September 2015.
Die erste Großmeister-Norm gewann Puranik beim Zalakaros Chess Festival in Ungarn im Juni 2016. Auch im Mai 2017 nahm er wieder an dem Turnier in Zalakaros teil und sicherte sich die zweite Norm. Die finale Norm holte er schließlich beim Abu Dhabi Masters Tournament im August 2017. Die FIDE ernannte ihn im Oktober desselben Jahres zum Schachgroßmeister, nachdem er im September auch die Elo-Zahl von 2500 übertraf.
Bei der Schacholympiade 2022 in Chennai war Puranik Teil des dritten indischen Teams und kam als Reservebrett zu acht Einsätzen.
Im Januar 2024 schaffte Puranik es erstmals in die Top 100 der FIDE-Weltrangliste. Seit August 2024 ist er dort längerfristig vertreten, wobei er seine Bestplatzierung im November 2024 mit dem 79. Rang erzielte.